# Autobahndreieck Bad Schwartau
Das Autobahndreieck Bad Schwartau (Abkürzung: AD Bad Schwartau; Kurzform: Dreieck Bad Schwartau) ist ein Autobahndreieck bei Lübeck in Schleswig-Holstein. Es verbindet die Bundesautobahn 1 (Vogelfluglinie; E 47) mit der Bundesautobahn 226.

## Geografie
Das Autobahndreieck liegt auf dem Gebiet der kreisfreien Hansestadt Lübeck, an der Grenze zu Bad Schwartau und Ratekau im Kreis Ostholstein. Umliegende Ortschaften sind Bad Schwartau-Kaltenhof, Lübeck-Dänischburg und Ratekau-Sereetz. Es befindet sich etwa 5 km nördlich der Lübecker Altstadt, etwa 20 km südlich von Neustadt in Holstein und etwa 60 km südöstlich von Kiel. Die Schwartau durchfließt das Dreieck von Nord nach Süd, bevor sie rund 1 km weiter südlich in die Trave mündet.
Das Autobahndreieck Bad Schwartau trägt auf der A 1 die Anschlussstellennummer 20, auf der A 226 die Nummer 1.

## Geschichte
Eröffnet wurde das Kreuzungsbauwerk im Jahr 1938, womit es das älteste in Schleswig-Holstein ist. Damals wurden die A 1 zwischen den Anschlussstellen Lübeck-Zentrum und Lübeck-Siems (heute Teil der A 226) sowie das kurze Stück bis nach Sereetz errichtet. Somit entstand der „Eutiner Abzweig“ als Vorgänger des heutigen Autobahndreiecks Bad Schwartau.

## Bauform und Ausbauzustand
Die A 226 und die A 1 in Richtung Norden sind in diesem Bereich vierstreifig ausgebaut, die A 1 ist in Richtung Süden sechsstreifig. Die Verbindungsrampen sind zweispurig ausgeführt, da sie gleichzeitig auch den Anfangspunkt der A 226 markieren. Es existieren nur die Relationen Hamburg – Travemünde und umgekehrt, die fehlenden Rampen von der A 226 in Fahrtrichtung Heiligenhafen und umgekehrt werden von der Landesstraße 181 zwischen den Anschlussstellen Sereetz (A 1) und Lübeck-Dänischburg (A 226) bedient.
Das Dreieck wurde als Gabelung ausgeführt. Das Hauptbrückenbauwerk führt die A 1 über die A 226.

## Verkehrsaufkommen
Das Dreieck wird im Durchschnitt von täglich rund 62.000 Fahrzeugen befahren.
| Von              | Nach                          | Durchschnittliche tägliche Verkehrsstärke | Durchschnittliche tägliche Verkehrsstärke | Durchschnittliche tägliche Verkehrsstärke | Anteil Schwerlastverkehr | Anteil Schwerlastverkehr | Anteil Schwerlastverkehr |
| Von              | Nach                          | 2005                                      | 2010                                      | 2015                                      | 2005                     | 2010                     | 2015                     |
| ---------------- | ----------------------------- | ----------------------------------------- | ----------------------------------------- | ----------------------------------------- | ------------------------ | ------------------------ | ------------------------ |
| AS Sereetz (A 1) | AD Bad Schwartau              | 44.500                                    | 40.200                                    | 38.200                                    | 5,7 %                    | 5,8 %                    | 5,9 %                    |
| AD Bad Schwartau | AS Bad Schwartau (A 1)        | 67.900                                    | 62.900                                    | 63.900                                    | 8,9 %                    | 9,1 %                    | 8,2 %                    |
| AD Bad Schwartau | AS Lübeck-Dänischburg (A 226) | 25.700                                    | 22.200                                    | 22.400                                    | 12,8 %                   | 15,6 %                   | 12,1 %                   |

## Anschlussstellen und Fahrbeziehungen
|                                            | Richtung Heiligenhafen (19) Sereetz ↓↓↑↑ |                                                 |
| ↓↓↓↑↑↑ (21) Bad Schwartau Richtung Hamburg |                                          | ↓↓↑↑ (2) Lübeck-Dänischburg Richtung Travemünde |